# Ford Ranger
Il Ford Ranger è un pick-up compatto prodotto della Ford per il mercato americano dal 1983 e di cui è stata presentata nel 1998 la quarta serie.
Il nome "Ranger" era stato usato in precedenza (dal 1965 al 1981) per gli allestimenti più lussuosi della Ford F-Series, una serie di pick-up full size, ovvero di dimensioni elevate.

## Storia
La prima serie, che andava a sostituire il Courier, venne presentata unitamente al Ford Bronco che utilizzava la stessa piattaforma, ma era disponibile in versione chiusa, quasi un SUV ante litteram.
Pur raggiungendo una lunghezza che sfiorava, in alcune versioni, i 5 m di lunghezza, per gli standard statunitensi del tempo, era considerato come un pick-up compatto.
La dotazione di propulsori era diversificata ed erano disponibili cilindrate comprese tra i 2.0 e i 2.9 l.
La seconda serie, disponibile dal 1989, vide l'eliminazione del propulsore di minor cilindrata, mentre ne venne reso disponibile uno nuovo da 4.0 l.
A partire dalla terza serie, presentata nel 1994, viene commercializzato con poche modifiche e nel resto del mondo compresa l’Europa e anche commercializzato dalla Mazda, dapprima come Mazda B-Serie e, dal 2006 come Mazda BT-50.
Nel 1998 fu presentata la quarta serie del Ranger che presentava un'ulteriore maggiorazione sia dei passi sia delle lunghezze disponibili. La quinta e la sesta generazione furono introdotte rispettivamente nel 2005 e nel 2012, mentre la settima 2022. Nel 2024 è stata svelata la Plug-in Hybrid.